# Peter Nau
Peter Nau (* 1942 in Kaiserslautern) ist ein deutscher Filmkritiker und Autor.

## Leben
Peter Nau war langjähriger Autor der Zeitschrift Filmkritik. Daneben entstanden zahlreiche Bücher über das Kino und Filmschaffende. Seine Schrift Zur Kritik des Politischen Films wurde von Filmwissenschaftlern wie Hans Helmut Prinzler, der es zum „Filmbuch des Jahres 1978“ wählte, hoch gelobt.
Peter Nau lebt in Berlin.

## Schriften (Auswahl)
- Zwischen zwei Kriegen. Film von Harun Farocki. Beschrieben und protokolliert von Peter Nau. Verlag Filmkritik, München, 1978.
- Zur Kritik des Politischen Films. DuMont Buchverlag, Köln 1978, ISBN 3-7701-1053-6.
- Spätlese. Bureau du Cinéma / CICIM 48, München 1998, ISBN 3-920727-13-4.
- Jutta Pirschtat (Hrsg.): Die Wirklichkeit der Bilder – Der Filmemacher Hartmut Bitomsky. edition filmwerkstatt, Mülheim, 2004, ISBN 978-3980717540. - Darin von Peter Nau der Beitrag Kombinatorischer Geist - Zu Hartmut Bitomskys Filmen und Schriften.
- Die Filme von Reinhard Kahn und Michel Leiner. Stroemfeld Verlag, Frankfurt am Main, 2010, ISBN 978-3878779674.
- Irgendwo in Berlin: Ostwestlicher Filmdiwan. Verbrecher Verlag, Berlin, 2013, ISBN 9783943167443.
- Unter dem Regenmond: Auf Reisen in Filmen. Verbrecher Verlag, Berlin, 2015, ISBN 978-3957320896.
- Wiener Miniaturenbuch. Herausgeber: Viennale, Wien, 2015, ISBN 978-3-901770-40-1. Vertrieb: Verbrecher Verlag, Berlin, 2015, ISBN 978-3-95732-148-0.
- Lesen und Sehen. Miniaturen zu Büchern und Filmen. Harun Farocki Institut / Synema, Berlin / Wien 2021, ISBN 978-3-901644-88-7.

### Beiträge in derFilmkritik(Auswahl)
- Die Gegenwart des Vergangenen und Notizen zu Max Ophüls’ Filmen (November 1977).
- I dream too much. Zwei Wochen in einer anderen Stadt (Februar 1980).
- Im Dschungel der Boudoirs – Das Europa der Weißen Telefone (August 1981).
- Die Kunst des Filmesehens (Teil I: Juni 1979, Teil II: Juli 1980, Teil III: August 1981).
- Love Is a Many Splendored Thing – Zur Geschichte des Hollywood-Films (Februar 1982).
- Jacques Prévert, Cineast (August 1983).
- So dunkel ist die Nacht ... Über Kriminalfilme und ihr Genre (November 1983).
- Münchner Filmmuseum. Buñuel (Heft 5–6/1984).